# Gvarda
Gvarda (en georgiano: გვარდა; en abjasio: Гәарда) es una aldea que pertenece a la parcialmente reconocida República de Abjasia, parte del distrito de Sujumi, aunque de iure pertenece al municipio de Sojumi de la República Autónoma de Abjasia de Georgia.

## Geografía
Gvarda se encuentra en el valle de Chalbashi, a 6 km de Sujumi. La aldea se administra desde el pueblo de Dziguta.

## Historia
Gvarda fue fundada en 1874.

## Demografía
La evolución demográfica de Gvarda entre 1959 y 1989 fue la siguiente:
| 160                                                 | 156 |
| (Fuente: Population of Abkhazia since Soviet times) |     |

Antes de la guerra de Abjasia, la mayoría de la población local eran georgianos, seguidos en número por los armenios.

## Economía
La población se dedica al cultivo de tabaco, maíz y té, sericultura y ganadería. 

## Infraestructura

### Educación
El pueblo tenía una escuela primaria armenia.